# فرودگاه تاق‌تاگل
فرودگاه تاق‌تاگل (به لاتین: Toktogul Airport) یک فرودگاه در قرقیزستان است که در شهرستان تاق‌تاگل واقع شده‌است.